# Urbia Melendez
Urbia Melendez (30 de julho de 1972) é uma taekwondista cubana.
Urbia Melendez competiu nos Jogos Olímpicos de 2000, na qual conquistou a medalha de prata, em 2000.